# مسکین‌لی، شمکور
مسکین‌لی (به لاتین: Miskinli) یک منطقهٔ مسکونی در جمهوری آذربایجان است که در شهرستان شمکور واقع شده‌است.